# Aleksander Riedel
Aleksander Riedel (ur. ?, zm. ?) – dyplomata II Rzeczypospolitej.

## Życiorys
W latach 1918–1919 szef Biura Spraw Cywilnych Komitetu Narodowego Polskiego (KNP) we Francji. Od 15 lutego do 28 sierpnia 1919 kierownik poselstwa RP w Brukseli, po czym do 1921 radca poselstwa II klasy. Następnie został odwołany do centrali Ministerstwa Spraw Zagranicznych w Warszawie i przeniesiony w stan rozporządzalności, a 10 maja 1923 zwolniony ze służby w MSZ.